# Ipotesi di reato
(Tag-line del film.)
Ipotesi di reato (Changing Lanes) è un film del 2002 diretto da Roger Michell, con Ben Affleck e Samuel L. Jackson.

## Trama
Nella trafficata Manhattan, il rampante avvocato Gavin Banek e l'impiegato Doyle Gipson entrano in contatto a causa di un banale incidente automobilistico, entrambi diretti in tribunale dove hanno appuntamenti a cui non possono mancare: l'avvocato sta seguendo una causa importantissima relativa alla gestione di un fondo caritatevole multimilionario, l'impiegato ha appena divorziato e deve trattare per l'affidamento dei figli. Gavin lascia Doyle in mezzo alla strada, prestandogli poca attenzione, impedendogli di arrivare in orario all'udienza, con conseguente affidamento dei propri figli all'ex moglie. Ma Gavin si accorge di aver smarrito una cartellina rossa, contenente un documento indispensabile per vincere la causa: dopo l'incidente, nella concitazione, l'ha usata erroneamente per scrivere il proprio nome e il telefono da lasciare a Doyle, che da quel momento la tiene in possesso per ricattarlo. La vita di entrambi diventa un inferno, con un crescendo di vicendevoli dispetti e di ricatti incrociati fra i due, cercando ambedue di riottenere il proprio maltolto. Alla fine, però, questa esperienza fa loro aprire gli occhi e migliorare dal punto di vista umano.

## Produzione
Il film venne girato interamente a New York nel gennaio 2001.
Le scene esterne nelle strade vennero realizzate a Manhattan, in Franklin Delano Roosevelt Drive e in Hudson Street; in quest'ultima, al civico 81, si trova il bar "Puffy's Tavern", dove Jackson ordina un whisky (è realmente un bar, è stato aperto nel 1945).
Alcune scene vennero girate presso il Metropolitan Museum of Art (sempre a Manhattan) e a Woodside Avenue, nel quartiere Queens, dove al civico 5813 si trova la casa di Doyle Gipson. Altre scene interne vennero realizzate presso la Bergen County Court House, al 10 di Main Street a Hackensack.

## Distribuzione
Il film ebbe la sua prima mondiale a Hollywood il 7 aprile 2002; venne quindi distribuito nelle sale statunitensi cinque giorni dopo dalla Paramount Pictures/Viacom.
In Italia venne distribuito il 4 ottobre 2002 dalla Eagle Pictures.